# Ixora ceramensis
Ixora ceramensis är en måreväxtart som beskrevs av Cornelis Eliza Bertus Bremekamp. Ixora ceramensis ingår i släktet Ixora och familjen måreväxter. Inga underarter finns listade i Catalogue of Life.